# 兰斯·梅西
兰斯·梅西（英語：Lance Macey，1881年8月4日—1950年9月28日），新西兰男子草地滚球运动员。他曾代表新西兰参加1938年大英帝国运动会草地滚球比赛，获得男子双人金牌。